# Cémaco
Cémaco – dystrykt comarki Emberá-Wounaan w Panamie. Powierzchnia wynosi 3089,2  km², populacja 9 800 osób (dane szacunkowe na 2019 rok). Jego stolicą jest Unión Chocó.

## Podział administracyjny
Cémaco jest podzielone na 3 corregimiento:
- Cirilo Guainora
- Lajas Blancas
- Manuel Ortega